# Dimitri Leonidas

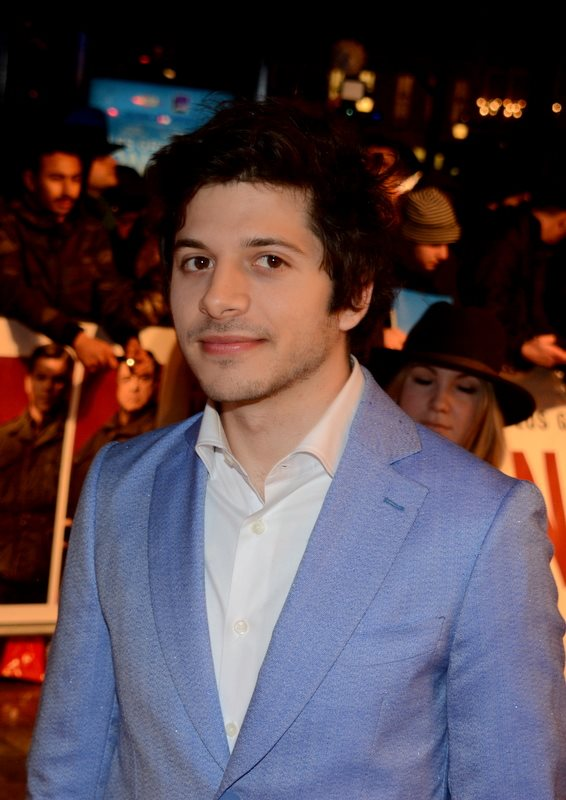
Dimitri Leonidas (2014)

Dimitri Leonidas (* 14. November 1987 in London, England) ist ein britischer Schauspieler.

## Leben
Dimitri Leonidas wurde 1987 im Londoner Stadtteil Brent geboren. Sein Vater stammt aus Zypern, seine Mutter ist Britin. Er hat drei Schwestern – Helena, Stephanie und Georgina, wobei die beiden letzteren ebenfalls als Schauspielerinnen tätig sind. 

## Karriere
Dimitri Leonidas schauspielert seit seiner Kindheit. Am Anfang seiner Karriere hatte er den Künstlernamen Shane Leonidas. 2001 war er in einer Folge der britischen Fernsehserie Casualty erstmals im Fernsehen zu sehen. Im gleichen Jahr erhielt er die Rolle des Josh Irvine in der BBC-Fernsehserie Grange Hill, welche er vier Jahre verkörperte. Seine bekannteste Rolle hatte er 2009 in dem Horrorfilm Tormented an der Seite von Alex Pettyfer, Georgia King, April Pearson und Larissa Wilson. 2010 spielte er den Leonidas in Neil Marshalls Centurion. 2012 war er in der britischen Fernsehserie Sindbad als Anwar zu sehen.

## Filmografie (Auswahl)
- 2001: Casualty (Fernsehserie, Folge 15x32 Heroes and Villains)
- 2001–2004: Grange Hill (Fernsehserie, 59 Folgen)
- 2002, 2005: The Bill (Fernsehserie, 2 Folgen, verschiedene Rollen)
- 2007: Holby City (Fernsehserie, Folge 9x19 I Feel Pretty)
- 2007: Doctors (Fernsehserie, Folge 9x05 Chemistry)
- 2008: Horror Trips – Wenn Reisen zum Albtraum werden (Banged Up Abroad, Fernsehserie, Folge 2x05 Kuwait)
- 2009: Tormented
- 2010: Centurion
- 2010: First Time (Kurzfilm)
- 2011: Will You Marry Me? (Kurzfilm)
- 2011: Doctor Who (Fernsehserie, Folge 6x11 Götterspeise)
- 2011: Hustle – Unehrlich währt am längsten (Fernsehserie, Folge 7x05 Fußballsport, das Geld ist fort)
- 2012: Animals
- 2012: Sindbad (Sinbad, Fernsehserie, 12 Folgen)
- 2014: Monuments Men – Ungewöhnliche Helden (The Monuments Men)
- 2014: Rosewater
- 2014: Boldly Gone (Kurzfilm)
- 2015: Killing Jesus (Fernsehfilm)
- 2017: Riviera (Fernsehserie, 10 Folgen)
- 2017: Renegades – Mission of Honor (Renegades)
- 2021: The One - Finde dein perfektes Match (Netflix-Serie)
- 2023: Foundation (Fernsehserie, 7 Folgen)
- 2024: Those About to Die (Fernsehserie, 10 Folgen)
- 2024: Masters of the Air (Miniserie, 1 Folge)